# Lansana Kouyaté
Lansana Kouyaté (ur. 1950) – gwinejski polityk i dyplomata, premier Gwinei od 1 marca 2007 do 23 maja 2008.

## Kariera dyplomatyczna

### Służba dyplomatyczna Gwinei
Lansana Kouyaté urodził się w 1950 w Kobie w Gwinei. Studiował administrację na Uniwersytecie w Konakry, po czym wstąpił do administracji cywilnej. W 1976 został dyrektorem Departamentu Pracy, a po roku dyrektorem Departamentu Handlu, Cen i Statystyk. W 1982 pracował nad projektem rozwoju upraw ryżu.
Kouyaté wstąpił następnie w szeregi służb dyplomatycznych, wszedł w skład przedstawicielstwa dyplomatycznego Gwinei w Wybrzeżu Kości Słoniowej. W 1985 rozpoczął pracę w Ministerstwie Spraw Zagranicznych, będąc odpowiedzialnym za stosunki z państwami afrykańskimi oraz OJA. W 1987 został ambasadorem Gwinei w Egipcie, Jordanii, Libanie, Sudanie, Syrii i Turcji.

### ONZ
W 1992 został Stałym Przedstawicielem Gwinei przy ONZ. Objął równocześnie stanowisko wiceprzewodniczącego Rady Gospodarczo-Społecznej NZ (ECOSOC). W 1993 został mianowany zastępcą Specjalnego Przedstawiciela Sekretarza Generalnego NZ w Somalii dla misji UNOSOM II (United Nations Operation in Somalia, 1993–1995). W lutym 1994 objął funkcję głównego przedstawiciela.
W czerwcu 1994 został asystentem Sekretarza Generalnego w Departamencie Spraw Zagranicznych NZ. Jedną z jego pierwszych misji była podróż do państw- członków ECOWAS w celu przedyskutowania sytuacji w Liberii w czasie trwającej tam wojny domowej (1989–1996). Aż do zakończenia konfliktu, kontynuował swoje zaangażowanie w dyskusję, prowadzącą do osiągnięcia poparcia krajów sąsiednich na rzecz pokojowej rezolucji ONZ kończącej wieloletni konflikt.

### ECOWAS
Kouyaté opuścił ONZ we wrześniu 1997, kiedy objął stanowisko sekretarza generalnego Wspólnoty Gospodarczej Państw Afryki Zachodniej (ECOWAS). Zajmował je przez pięć lat, do lutego 2002. W tym czasie, w uznaniu za swoje zasługi, został odznaczony Komandorią Legii Honorowej, Afrykańską Gwiazdą Nigerii oraz togijskim Orderem Mono.

## Premier
26 lutego 2007 został mianowany premierem Gwinei. Jego nominacja była wynikiem wielkiej fali protestów i strajków, które rozpoczęły się w Gwinei z początkiem 2007 z powodu niezadowolenia polityką prezydenta i rządu. W wyniku porozumienia między prezydentem Lansaną Conté a związkami zawodowymi, podpisano porozumienie mające zakończyć strajki. Po niespełna miesiącu urzędowania prezydent odwołał ze stanowiska premiera Eugène’a Camarę i wyznaczył na jego następcę Kouyaté, jako kompromisowego i niezależnego kandydata z listy zaproponowanej przez związki zawodowe. 1 marca 2007 został oficjalnie zaprzysiężony na stanowisko szefa rządu podczas uroczystości w Konakry. 28 marca 2007 zaprzysiężony został cały gabinet, w skład którego weszło 19 ministrów i 3 sekretarzy stanu, w tym żadem z członków poprzedniego rządu.
20 maja 2008 prezydent Conté, dekretem ogłoszonym późnym wieczorem na antenie telewizji, zdymisjonował Kouyaté ze stanowiska premiera. 23 maja 2008 jego następca, Ahmed Tidiane Souaré, został zaprzysiężony na stanowisku szefa rządu.
W 2010 był jednym z kandydatów w wyborach prezydenckich w czerwcu 2010. W wyborach 27 czerwca 2010 zajął czwarte miejsce, zdobywając 7,04% głosów poparcia.